# Бобкин, Леонид Васильевич
Леони́д Васи́льевич Бо́бкин (22 мая 1894 — 26 мая 1942) — советский военачальник, генерал-майор (1940). Погиб на фронте в Великой Отечественной войне.

## Биография
Родился в 1894 году. Участник Первой мировой войны. В 1917 году вступил в Красную Гвардию.
В Красной Армии с 1918 года. Воевал на Гражданской войне, в 1919 году был командиром отдельного отряда. С января 1920 года служил в 57-м кавалерийском полку 14-й Майкопской кавалерийской дивизии помощником командира полка, а в июне 1920 года стал командиром полка. В послевоенное время продолжал командовать тем же полком. Окончил Московскую пехотную школу имени М. Ю. Ашенбреннера (впоследствии переименована в Тамбовское пехотное училище) и Кавалерийские курсы усовершенствования командного состава конницы РККА (ККУКС) в Ленинграде в 1925 году, где учился с Г. К. Жуковым, К. К. Рокоссовским, И. Х. Баграмяном, А. И. Ерёменко, П. Л. Романенко и другими. В 1930 году повторно окончил ККУКС. 
С июня 1936 года исполнял должность начальника ККУКС РККА, в ноябре 1937 года утверждён в должности начальника этих курсов. С сентября 1939 года — командующий армейской кавалерийской группой Киевского особого военного округа. 4 ноября 1939 года присвоено звание комкор.
Во время Великой Отечественной войны был командующим группой войск 38-й армии Юго-Западного фронта, помощником командующего Юго-Западным фронтом по кавалерии, командующим армейской группой войск этого фронта. Участвовал в Львовско-Черновицкой и Киевской оборонительных операциях. Погиб вместе со своим девятнадцатилетним сыном Игорем в окружении во время Харьковского сражения около села Лозовенька, Балаклейского района (тогда Петровского района) Харьковской области. Во время войны считался пропавшим без вести.
Похоронен вместе с сыном в братской могиле у села Лозовенька.

## Воинские звания
- Полковник (1936)
- Комбриг (22.02.1938)
- Комдив (16.08.1938)
- Комкор (4.11.1939)
- Генерал-майор (4.06.1940)

## Награды
- Орден Красного Знамени
- Орден Отечественной войны 1-й степени (6.05.1965, посмертно)[5]
- Медаль «XX лет Рабоче-Крестьянской Красной Армии» (22.02.1938)